# Carlos Marchi
Carlos Marchi (Buenos Aires, Argentina, 30 de septiembre de 1930 - Buenos Aires, Argentina, 23 de diciembre de 2004) fue un actor argentino de prolongada actuación en su país y España.

## Trayectoria
Carlos Marchi pasó la mayor parte de su carrera haciendo teatro. En este orden se destacó en la pieza Orquesta de señoritas, bajo la dirección de Jorge Petraglia y basada en la película del mismo nombre. La obra tuvo un gran éxito, contando con un elenco conformado por Zelmar Gueñol, Alberto Busaid, Hugo Caprera, Alberto Fernández de Rosa, Esteban Peláez, Santiago Doria y el propio Marchi. 
Con esta puesta y actores, la obra estuvo en cartel desde 1974 hasta 1981, intercalando giras nacionales, latinoamericanas y españolas.

En 1984, actuó en la película Camila, de María Luisa Bemberg que fue nominada para el Óscar.

## Filmografía
- Norman's Awesome Experience 1989 (EE. UU.-Canadá-Argentina)
- La pantalla diabólica 1987 (España)
- Extramuros 1985 (España)
- Camila 1984 (Argentina-España)
- El negoción 1959 (Argentina)